# Amerikaanse boomkruiper
De Amerikaanse boomkruiper (Certhia americana) is een zangvogel uit de familie Certhiidae (echte boomkruipers).

## Kenmerken
Het verenkleed is bruin met lichte onderdelen. Hij heeft een dunne, omlaaggebogen snavel en een stijve staart. De lichaamslengte bedraagt 13 tot 14 cm.

## Leefwijze
Deze vogel klimt spiraalsgewijs langs boomstammen omhoog op zoek naar insecten. Eenmaal boven aangekomen, begint hij zijn zoektocht aan de voet van een andere boom.

## Verspreiding en leefgebied
Deze soort broedt van Alaska tot Newfoundland en zuidwaarts tot Nicaragua en telt 15 ondersoorten:
- C. a. alascensis: het zuidelijke deel van Centraal-Alaska.
- C. a. occidentalis: zuidoostelijk Alaska, westelijk Canada en de westelijke Verenigde Staten.
- C. a. stewarti: de eilanden nabij Brits-Columbia.
- C. a. zelotes: van de bergen van zuidelijk Oregon tot noordelijk, oostelijk en zuidelijk Californië.
- C. a. phillipsi: centraal Californië.
- C. a. montana: van zuidwestelijk Canada tot de noordelijk-centrale en centrale Verenigde Staten.
- C. a. leucosticta: zuidelijk Nevada en Utah.
- C. a. americana: zuidelijk en oostelijk Canada, de noordelijk-centrale en noordoostelijke Verenigde Staten.
- C. a. nigrescens: de oostelijk-centrale Verenigde Staten.
- C. a. albescens: de zuidwestelijke Verenigde Staten en noordwestelijk Mexico.
- C. a. guerrerensis: zuidwestelijk Mexico.
- C. a. jaliscensis: westelijk Mexico.
- C. a. alticola: centraal en zuidoostelijk Mexico.
- C. a. pernigra: zuidelijk Mexico en Guatemala.
- C. a. extima: van oostelijk Guatemala tot Nicaragua.